# الغواصة الألمانية يو-129 (1941)
غواصة يو-129  غواصة يو بوت ألمانية من الفئة التاسعة سي بنيت ل سلاح بحرية ألمانيا النازية كريغسمارينه، في أحواض بناء السفن والآلات الألمانية وإيه جي فيزر في بريمن خلال الحرب العالمية الثانية.